# حركة 24 أكتوبر
حركة 24 أكتوبر بدأت كمجموعة مقاومة في 24 أكتوبر 1999 وحصلت على لقبها من وكالات الاستخبارات الأجنبية. أصبحت حزبا غير رسمي في عام 2002.
حضرت حركة الشباب الديموقراطي الاجتماعي كمجموعة مقاومة للبنان المحتل وقامت بمهام داخل الأراضي المحتلة في لبنان وإسرائيل وفلسطين ضد ضباط رفيعي المستوى ووكالات سرية. كان الهدف الرئيسي للمجموعة هو تحرير الأراضي اللبنانية والمساعدة في إعلان الدولة الفلسطينية وفقا لقرار الأمم المتحدة لعام 1948.
أعلنت الحركة في عام 2007: "بعد الحرب اللبنانية الإسرائيلية عام 2006 وإعلان الدولة الفلسطينية مؤخرا لم تستأنف أي أنشطة وقرر المجتمع المحلي أن مزارع شبعا (التي تحتلها إسرائيل) يجب أن تحل سياسيا من قبل الحكومتين اللبنانية والسورية" وتسمية الحكومة اللبنانية أو السورية قبل مطالبتها بانسحاب إسرائيل لتجنب أي حلقات قد تستخدمها الحكومة الإسرائيلية لتسبب المزيد من الصراعات في البلدان المجاورة". أكدت الحركة أن النشاط الوحيد الذي قامت به هذه الحركة كانت الاجتماعية وغير اللاعنفية بقصد مساعدة المجتمع اللبناني على التعامل مع تحديات الحكومات المجاورة غير الديمقراطية.